# Alina, la mulata
Alina, la mulata és una pintura d'Eugène Delacroix d'entre 1824 i 1826 que es troba al Museu Fabre de Montpeller. En francès rep els noms d'Aline la mulâtresse i Portrait d'Aspasie la Mauresque.
Delacroix tenia un particular afecte a aquesta pintura, ja que mai la va exposar i va romandre al seu estudi fins a la seva mort. La identitat de la noia es desconeix, però el 4 d'octubre de 1857 l'esmenta al seu diari denotant una cessió repetida als seus encants. Va ser una de les primeres pintures de dones orientals de Delacroix abans del seu viatge a orient, juntament amb La mort de Sardanapale i Odalisque (1826).
Hi havia diversos models de pell bruna al París del segle xix, en aquest cas podria ser una de les dones de l'Índia o les Antilles que van arribar a França durant les guerres colonials i la revolució haitiana, els primers anys del segle xix. La pintura mostra l'ideal femení de la bellesa fosca, una idea literària molt pròpia del Romanticisme, vinculada als somnis, els viatges exòtics, la feminitat i la sensualitat. El mateix tema serà tractat per Frédéric Bazille, Jean Costou i Paul Gauguin, que faran còpies del quadre.